# Contea di Borgonovo
La contea di Borgonovo o Borgonuovo era un piccolo feudo governato da un ramo naturale degli Sforza, discendente da Francesco I e da Giovanna di Acquapendente. Appartenuto in precedenza alla famiglia dei conti Arcelli, il territorio entrò poi a far parte del Ducato di Milano retto dalla famiglia Visconti; in seguito passò tra le mani di Jacopo Dal Verme, Filippo Arcelli, dei Piccinino ed ancora Dal Verme. Nel 1451 il duca di Milano lo concesse in dote al figlio Sforza Secondo Sforza, il quale aveva sposato Antonia Dal Verme, figlia del conte Luigi Dal Verme, già possessore di buona parte del feudo. Elevato al rango di contea diciassette anni dopo, il feudo fu amministrato dagli eredi di Sforza Secondo fino al 1679.

## Geografia fisica
Il capoluogo della contea, Borgonovo, si trovava nella pianura Padana nei pressi dello sbocco in pianura della val Tidone, sulla sponda sinistra del torrente Tidone, a circa 22 km Piacenza. La contea comprendeva originariamente oltre al capoluogo le seguenti località: Agazzino, Arcello, Bilegno, Breno, Castelnovo, Castiglione Valtidone, Corano, Fabbiano, Grugnitori e Guardanachi, Mirabello, Montebolzone con Rivasso, Sarturano e Tavernago, Mottaziana, Pavano, San Nicolò con Castellazzo e Centora, Ziano. a cui si aggiungeranno anche le località di Piozzano con Vidiano Soprano, Pomaro, San Gabriele, Bosonasco, Montebello e Groppo Arcelli.

## Storia

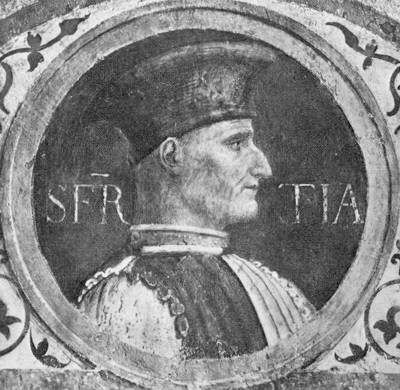
Muzio Attendolo capostipite della famiglia Sforza

Alla morte di Lazzaro Arcelli, il duca di Milano Francesco I Sforza, ignorando le ultime volontà testamentarie di Lazzaro, concesse il territorio borgonovese ad uno dei suoi 35 figli, Sforza Secondo, che venne nominato conte con un proclama del 2 giugno 1468, dopo la rinuncia del fratellastro Sforza Maria che ebbe il ducato di Bari.
Sforza Secondo s'insediò subito nel castello di Borgonovo, accompagnato dalla moglie Antonia Dal Verme, la quale gli diede una sola erede, Giovanna. A causa delle continue assenze del conte, il medico piacentino Giovanni Agazzani venne nominato vicario. L'investitura paterna sulla contea, che prevedeva anche la privativa sulla caccia, fu poi confermata il 20 marzo 1470 e, ancora, il 3 marzo 1477 da parte della duchessa reggente di Milano Bona di Savoia. Il conte associò al governo il figlio naturale e legittimato Francesco, che in seguito gli premorì, e stabilì all'interno del suo testamento l'eventuale successione della discendenza del fratello Giacometto, postilla che, in futuro, non sarebbe però stata rispettata. Il conte dispose inoltre la collegiata di Borgonovo come luogo di sepoltura: al suo interno sarebbero stati tumulati insieme a Sforza Secondo, la moglie, il figlio, nonché i suoi discendenti.
Dopo la scomparsa di Sforza Secondo la successione nel feudo proseguì con il nipote Alessandro che governò in modo equilibrato, con l'eccezione di un breve periodo, tra il 1506 e il 1510, in cui il potere fu nelle mani del vescovo di Asti. Con la costituzione del Ducato di Parma e Piacenza, nel 1545 Alessandro si recò a Parma per prestare atto di vassallaggio al duca di Parma e Piacenza Pier Luigi Farnese, figlio del papa Paolo III.
Con gli eredi di Alessandro, Francesco II e Ascanio I, si verificarono dei problemi interni riguardanti la successione della contea; essi culminarono con le convenzioni di Torrechiara, in cui furono effettuati scambi e cessioni di beni immobili.
Le successive amministrazione di Massimiliano I, Alessandro II e Ascanio II furono caratterizzate dalla partecipazione alle spedizioni militari in Fiandra al seguito del duca di Parma e Piacenza Alessandro Farnese, nonché da una particolare attenzione riguardo ai temi socio-economici del feudo, dove fu fondata una casa-ospedale. I conti si preoccuparono del benessere dei sudditi e incentivarono lo sviluppo dell'agricoltura e dell'allevamento del bestiame. Nel borgo furono realizzati nuovi edifici religiosi e civili, mentre il castello fu trasformato in un'elegante dimora signorile, dotata di una ricchissima pinacoteca la quale conteneva opere di artisti come Correggio, Andrea del Sarto, Guercino, Guido Reni. Gli Sforza organizzarono una piccola ma prestigiosa corte, in cui artisti e aristocratici ambivano di essere invitati.

Interno della collegiata di Borgonovo, luogo di sepoltura dei conti

Alessandro III, primogenito di Ascanio II, subentrò al padre alla guida della contea nonché nella proprietà del ricco patrimonio mobiliare e immobiliare. Durante il suo governo sorsero diverse controversie con i discendenti di Giacometto Sforza, nonché con il fratello Francesco. Alessandro subì anche un'un'azione giudiziaria per porto d'armi illecito e per aver turbato la giurisdizione del pretore di Piacenza: nell'occasione egli fu difeso dagli avvocati Pietro Bonaccorsi e Girolamo Pagani i quali si opposero al procedimento motivando che lo Sforza, in virtù delle investiture feudali, era legittimato a circolare armato nel proprio territorio, aveva diritto a una scorta presidiata e poteva programmare raduni di sudditi.
Alessandro fu l'ultimo conte di Borgonovo: alla sua morte, nel dicembre 1679, il feudo si estinse. Ignorando i diritti degli eredi di Giacometto, il cui ultimo discendente diretto scomparve nel 1881, il duca di Parma e Piacenza Ranuccio II Farnese decretò l'immediata incorporazione dell'ex contea nel ducato di Parma e Piacenza.

Lo stemma degli Sforza di Borgonovo era quello originario della casata di Cotignola, prima dell'acquisizione del titolo ducale di Milano ed era così illustrato:

## Conti Sforza di Borgonovo (1451/68-1679)

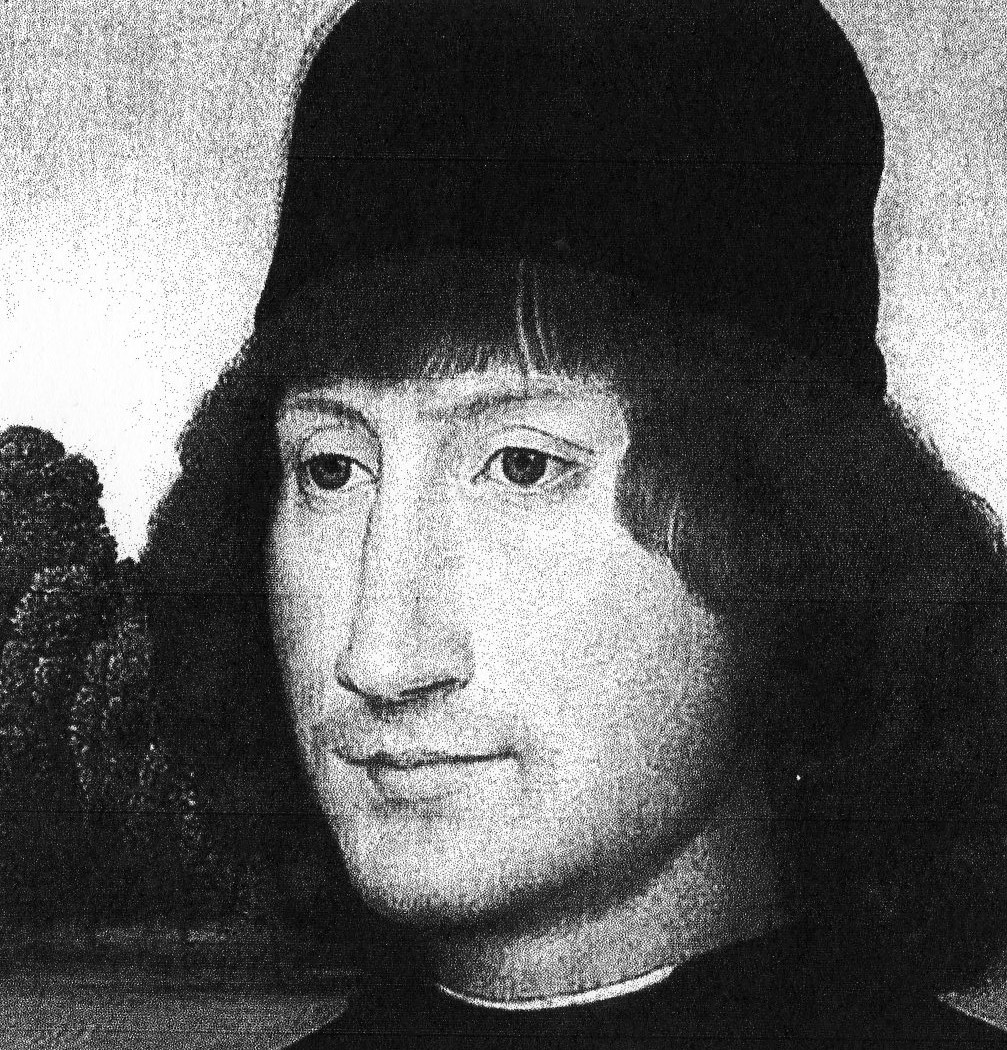
Sforza Secondo, primo conte di Borgonovo

## Conti Sforza di Borgonovo (1451/68-1679)[17]
| Titolo        | Nome             | Periodo            | Consorte e note                                                              |
| Signore Conte | Sforza Secondo I | 1451 - 1468 - 1492 | Antonia Dal Verme                                                            |
| Conte         | Francesco I      | 1483 - 1491        | Franceschina Borromeo, reggente; associato al governo dal padre, gli premorì |
| Conte         | Alessandro I     | 1492 - 1545        | Barbara Barbiano di Belgioioso                                               |
| Conte         | Francesco II     | 1545 - 1575        | Lavinia Sanvitale                                                            |
| Conte         | Ascanio I        | 1575 - 1597        | Margherita Pio di Savoia                                                     |
| Conte         | Massimiliano I   | 1597 - 1620        | Ludovica Settala                                                             |
| Conte         | Alessandro II    | 1620 - 1638        | Isabella Farnese                                                             |
| Conte         | Ascanio II       | 1638 - 1660        | Giustina Malvicini Fontana                                                   |
| Conte         | Alessandro III   | 1660 - 1679        | Polissena Gonzaga; ultimo conte sovrano                                      |